# Кропивник (Самбірський район)
Кропи́вник — село в Україні, у Самбірському районі Львівської області. Населення становить 261 осіб. Орган місцевого самоврядування — Добромильська міська рада.